# ブロンズ! 私の銅メダル人生
『ブロンズ!私の銅メダル人生』（The Bronze）は、2015年にアメリカ合衆国で製作されたコメディ映画。ブライアン・バックレイが監督、『ビッグバン★セオリー/ギークなボクらの恋愛法則』のバーナデット役でおなじみのメリッサ・ラウシュが脚本、主演をつとめた。
日本では劇場未公開で2017年2月8日にDVDが発売された。

## ストーリー
銅メダリストという過去の栄光も今は昔、落ちぶれた生活をおくる元・体操選手ホープ（メリッサ・ラウシュ）。突然亡くなったコーチの遺言で前途有望なマギー（ヘイリー・ルー・リチャードソン）のコーチを引き継ぐことに。

## キャスト
※括弧内は日本語吹替
- ホープ - メリッサ・ラウシュ（中原麻衣）
- スタン - ゲイリー・コール（安原義人）
- ランス - セバスチャン・スタン（浪川大輔）
- マギー - ヘイリー・ルー・リチャードソン（丸山ゆう）
- ベン - トーマス・ミドルディッチ（杉山紀彰）
- ジャニス - セシリー・ストロング（ニケライ・ファラナーゼ）